# Los invasores (obra de teatro)
Los invasores es una obra de teatro chilena en dos actos escrita por Egon Wolff. La obra fue dirigida por Víctor Jara y se estrenó el 19 de octubre de 1963 en la Sala Antonio Varas de la Universidad de Chile. Esta obra está ambientada en el tiempo previo al gobierno de la Unidad Popular y puede considerarse una crítica social que representa y visibiliza las diferencias ideológicas imperantes en la década de los 60 en el país (polarización que en los años siguientes culminaría en el Golpe de Estado en Chile de 1973). El montaje en su estreno generó opiniones divididas

## Personajes
- Pietá, esposa de Lucas Meyer
- Lucas Meyer, padre de la familia
- China
- Toletole
- Marcela, hija de Meyer
- Bobby, hijo de Meyer
- El cojo
- Alí Baba

## Argumento
La obra está compuesta por dos actos y gira en torno a las diferencias entre clases sociales y los miedos de la clase social alta ante la invasión a su propiedad por la clase social baja.
La obra comienza describiendo el hogar de los Meyer: "Un living de alta burguesía. Cualquiera: son todos iguales. Lo importante es que nada de lo que ahí se ve sea barato. A la izquierda, un porche a mayor nivel, con la puerta de entrada de la calle. Al fondo, la escala de subida al segundo piso. A la derecha, una puerta que da a la cocina y una ventana que mira al parque" (Wolff, p. 1).

### Primer Acto
La obra comienza en la sala de la casa de los Meyer: una familia acomodada de Santiago de Chile. Esta ciudad está fuertemente marcada por el río que la divide, ya que se alude a los personajes invasores como ‘los del otro lado’. Una noche, el ‘China’, uno de los invasores, irrumpe en la casa de los Meyer y se ve enfrentado a Lucas Meyer, el padre de la familia, quien le amenaza con un arma, a lo que el China le pide un pedazo de pan. Tras discutir, Lucas se lo da, dando paso a una serie de peticiones. Así, los ‘del otro lado’ van invadiendo el espacio y las cosas de la familia. Esa misma noche, entra por la ventana Toletole, una mujer del otro lado del río y acompañante de China. El China y ella empiezan una discusión, ya que se supone que debían llegar de a poco para no asustar a la familia Meyer. Tras ser descubiertos, China convence a Meyer para que les deje pasar la noche en su hogar.

Mientras conversan el China recuerda que Meyer tuvo un socio en la fábrica, el cual se colgó en un galpón que se quemó. También dice que a Meyer se le acusó de ocasionar la muerte de su socio para quedarse con el negocio. Ante esto, Meyer le pregunta a China quién es él, concluyendo que sería “el hermano que juró vengarse” (Wolff, p.16), refiriéndose al hermano del socio. Meyer intenta echar al China pero en eso entra Marcela, la hija de Meyer.
La mañana siguiente, cuando Meyer baja al primer piso de la casa mira por la ventana, dándose cuenta de que han llegado más invasores a su patio. Su esposa, Pietá, se percata de la llegada de estos personajes y, alterada, le pide a su marido que los eche, ante lo cual Lucas intenta explicarle que finalmente llegaron y que había que darles lo que quisieran para que se vayan.
Marcela, la hija de la familia, se enfrenta a los invasores pero sale herida al ponerse a pelear con ellos. Bobby, su hermano, presenta una postura más reflexiva y parece entender el por qué de lo que está sucediendo, por lo que no pone resistencia a lo que sucede.

### Segundo Acto
Sucede cuatro días después, con los invasores ya instalados y derribando todo lo material de la casa y Bobby trabajando para ellos. Las sirvientas también se han ido, con las mujeres “del otro lado”, a trabajar a las colinas.

Meyer, desesperado, le pregunta al China: 
“¿Qué es lo que quieren? ¿Quiénes son ustedes?” (Wolff, p. 43). 
y así comienzan a presentarse varios de los invasores, quienes habían sido obreros que tuvo Meyer en su fábrica que no fueron valorados o fueron enjuiciados por él. Ante la presión, Lucas Meyer cree que toda la invasión ha sucedido porque China, quien sería el hermano de su socio muerto, busca vengarse y así Meyer termina confesando que él mató a su socio por intereses económicos. En ese momento despierta mientras grita confesando el crimen y se da cuenta de que todo ha sido una pesadilla, pero al hablar con la familia se da cuenta de que algunas cosas del sueño sí habían sucedido. La obra finaliza cuando se escucha un estruendo por un vidrio roto, mientras una mano abre el picaporte.

## Contexto histórico alrededor de la obra

### Nacimiento y desarrollo del teatro universitario
La Invasión se estrena al alero de los teatros universitarios, los cuales fueron fundamentales para la institucionalización y profesionalización del arte teatral en Chile. Por lo mismo, la obra en su estreno es montada por el Instituto de Teatro de la Universidad de Chile en la Sala Antonio Varas. Estos nuevos desarrollos teatrales surgieron durante el gobierno de Pedro Aguirre Cerda, en el cual la universidad se vuelve el espacio central de impulso del desarrollo del arte nacional. En este punto, los nuevos teatros no solo tienen una importante función de difusores del teatro aficionado, sino que empiezan a vincularse con la sociedad de la que son parte, generando teatro en centros obreros, colegios e incluso con carpas itinerantes que llevaron el teatro a distintos puntos del país.

### Sucesos importantes en los años colindantes al estreno deLos invasores
En 1953 surge la CUT: “después de un largo periodo de conflictos y debilidades, se logra organizar la Central Única de Trabajadores (CUT), lo que permitió en el mediano plazo tener una organización capaz de defender los intereses de la clase obrera. Al año siguiente de su creación, y a raíz de las continuas alzas de precios y una muy alta inflación anual, el gobierno debió enfrentar una serie de movimientos huelguísticos, dirigidos por la naciente organización sindical, quedando demostrado en los exitosos paros generales de 1954 y 1955”.
En 1956 surge una alianza de partidos de izquierda: el Frente de Acción Popular (FRAP). Este grupo político terminó de edificar la unidad entre socialistas y comunistas en Chile. A la cabeza de esta organización, como presidente, se erigió a Salvador Allende.
En 1957 acaece la Batalla de Santiago. Lo cual evidencia que la situación de conflicto y tensión acumulada en Chile iba año tras año en aumento.
En 1962 comienza la reforma agraria chilena, la cual se desarrolla hasta 1973.
En 1964 triunfa la DC en las elecciones presidenciales de Chile, asumiendo como presidente Eduardo Frei Montalva.
En 1965 se funda el Movimiento de Izquierda Revolucionaria (MIR).
Estos sucesos también se dan a escala mundial, el más claro ejemplo se da en 1968, donde tiene lugar la Revolución de 1968. Este año está marcado por una serie de conflictos sociales marcados por rebeliones populares que se sublevaron frente a las élites militares y burocráticas, las cuales respondieron a su vez con represión política.
“En definitiva, el escenario político se definía a partir de lógicas y proyectos excluyentes, el triunfo de unos sobre otros, del todo o nada,patria o muerte, y aquello actuaba como estímulo para unos y atemorizaba y encolerizaba a otros. Las provocaciones y alardes desde los distintos sectores, avivó un lenguaje confrontacional, cargado de ofensas y amenazas. Las palabras democracia, cooperación, alianza, se encuentran muy distantes del léxico en uso, por el contrario, de lo que se trataba era de no transar, no claudicar, no renunciar”.
Todos estos sucesos fueron acumulando tensiones políticas, formando una vía de polarización a nivel país. Este fenómeno social se refleja ampliamente en los temas expuestos en la obra.

### Politización del arte
El estreno de la obra ocurrió en un contexto de amplia polarización política que empezó a manifestarse también en los discursos artísticos, el alza de la Democracia Cristiana encabezada por Eduardo Frei Montalva trajo consigo un discurso marcadamente anticomunista, que llevó a críticas divididas para la obra en su estreno por el retrato social que hace el dramaturgo en su obra, tanto del orden existente como de un cambio que se intuía venidero. Con el éxito de la Revolución Cubana de 1959 la perspectiva de que este tipo de movimientos se empezara a replicar en distintos lados de Latinoamérica se volvió patente, todos los sectores políticos se veían forzados a tomar partido respecto a la transformación radical de las estructuras, lo que se traspasó al ámbito artístico, en el que se esperaba que los distintos representantes del mundo de las artes se manifestaran a favor o en contra de una posible revolución. Este proceso se ve reflejado en Los Invasores, donde los personajes “persiguen la reivindicación histórica del despojo no sin poca violencia, para más tarde recuperan los medios de producción y los espacios que les fueron usurpados”.

## Crítica y recepción
En palabras del mismo autor, la obra "generó una controversia feroz" al momento de su estreno, puesto que dividió a la audiencia entre quienes veían la pieza como un incentivo para una revolución social, y quienes la entendieron como un presagio sobre el porvenir del país. La prensa conservadora la rechaza de manera unánime: "se trata de un melodrama de discutible calidad dramática en su forma y algo trasnochado en su contenido" (crítica del Diario Ilustrado), "representa su primer traspié, se aleja de la línea realista y de análisis psicológico e incursiona, sin mayor éxito, en lo simbólico y social" (crítica de la Editorial Zig-Zag), "ideas un poco simplistas y generalizadoras" (crítica de El Mercurio). Pero, con el paso del tiempo, y posteriores lecturas gracias a nuevas ediciones publicadas del texto, surge una nueva apreciación a las técnicas de descripción e imágenes expresionistas de la obra, otorgándole el carácter de clásico del teatro chileno.
Sobre esta nueva visión, Guerrero del Río menciona que así, a manera de ejemplo, se hallan aseveraciones como "uno de los dramas más provocativos de las últimas dos décadas de toda Hispanoamérica" (León Lyday), "una de las obras más duraderas del teatro latinoamericano" (George Woodyard), "una de las obras más interesantes del teatro latinoamericano" (Juan Andrés Pina), "dominio técnico cabal y de un vuelo poético espléndido" (Julio Duran Cerda), dan cuenta de esta positiva apreciación en torno al texto.

## Análisis

### Universalidad de la obra
Si bien, la obra trata de personajes particulares y un conflicto menor que, según Meyer, los ligaría personalmente a él y a China, convirtiéndose en el objeto de una venganza personal, la discusión se eleva a un estrato intelectual y ético, donde los personajes simplemente representan dos posturas que se enfrentan. Guerrero del Río indica que, “a través del diálogo entre estos dos personajes protagónicos, van quedando en evidencia las características de estos dos sectores de mundo y las expectativas de cada uno frente al futuro”. De modo similar, Egon Wolff dice que "la obra propone que hay un diálogo que establecer entre ambas partes [ricos y pobres] porque esto no puede ser eterno, y si lo es, estamos en el infierno". Además, agrega que: 
La obra es válida mientras se mantenga la injusticia en la sociedad. Las clases dirigentes no se dan cuenta aún de la responsabilidad social del capital y el trabajo, y no se dan cuenta de que si ceden un poco de su acumulación de dinero y su codicia, van a crear un mercado mucho más exquisito del cual se van a beneficiar ellos también. Esa inquietud me cubrió a mí, fue algo muy fuerte, pero lo principal tiene que ver con la parte moral, ética: los errores que el hombre comete en la vida, la falta de compasión. 
Es por esto también que la ambientación de la obra se explica de manera generalizada, dando a entender que los individuos no son el foco de la obra, sino que son sólo vehículos para transmitir un mensaje de clase.
“CUADRO PRIMERO. Un living de alta burguesía. Cualquiera: son todos iguales. Lo importante es que nada de lo que hay se vea barato”
De modo similar, Breiner agrega: ‘Los invasores es un microcosmos del paisaje violento en el cual muchas sociedades modernas, sobre todo las del Tercer Mundo, echan raíces y crecen. El drama consta de una serie de confrontaciones - la verdadera armazón de toda violencia- que reflejan temas tanto universales como regionales.”

### El poder de la palabra
Los que tienen el poder de nombrar las realidades en la obra son los ricos. China llama la atención sobre esto al decir :
“Nombres, ¿ve usted? Lo mismo que “te descerrajo un tiro”. Negocios, saqueo…, nombres. ¿Quién establece la diferencia?” (Wolff, p. 20).
En este fragmento, China le resalta a Lucas Meyer que quien realmente es capaz de disparar, no nombra el acto. Lo que, desde el punto de vista de China, nos plantea al dueño de la casa como alguien que no actúa y se queda solamente con el poder de sus palabras. Pero lo que realmente da cuenta de que los ricos poseen el poder de nombrar las cosas y de decidir qué palabra va a designar a qué realidad, es la parte restante del fragmento. Aquí se pone en duda la determinación de qué se considera negocio y qué saqueo, ya que, hasta entonces, las acciones que fueron puestas en duda moralmente y que fueron cometidas por Meyer, son consideradas parte del negocio, mientras que las igualmente cuestionadas pero cometidas por las personas del otro lado del río, son consideradas saqueo. De esta manera, China subvierte el orden establecido y hace ver que, en este caso, el rico es quien decide cómo nombrar y categorizar las acciones dependiendo de quién las realiza, por lo que plantea la idea de que el poder de nombrar las realidades reside en los ricos.

### Animalización como mecanismo de deshumanización
La deshumanización, “esto es, percibir a los demás como si no fuesen seres humanos, implica evaluar a los miembros de dichos grupos de una forma profundamente negativa”. En la obra, este proceso ocurre principalmente desde Meyer y su familia hacia ‘los del otro lado del río’ y se realiza por medio de la animalización, la cual “se produciría cuando las personas piensan que otros individuos o grupos carecen de civismo, racionalidad, madurez, sensibilidad moral o refinamiento”, es decir, les niegan rasgos de personalidad exclusivamente humanos y genera una separación entre los dos grupos. 

En la obra, se puede apreciar en los siguientes diálogos:  
“MEYER: Ésos cruzan periódicamente para venir a hurgar en nuestros tarros de basura” (Wolff, p. 6). 
“MARCELA: [...] ¿No creerás que les tenga miedo a esos animales?” (Wolff, p. 19).
“MEYER: [...] Ya verás cómo vuelven a sus cuevas” (Wolff, p. 26).
“MEYER: [...] ¡Háblame! ¡¡Háblame, reptil!!” [a China] (Wolff, p. 39).

“MEYER: [...] Esa sucia recua de hombres feos, esa manada de mujeres tristes que andan por ahí, arrastrando a sus críos” (Wolff, p. 43).
De esta manera, se recalca el distanciamiento social provocado entre ambos grupos y los prejuicios y discriminación de la clase alta sobre la más baja. Con los referentes bestiales, se muestra un posicionamiento de superioridad ya que se les niega el mismo nivel de humanidad al relacionarlos directamente como entidades no humanas. Además, la deshumanización de un grupo se relaciona con la baja empatía hacia dicho grupo, menor disposición a ayudarlos y mayor proclividad a la agresión.

### El rol social de la universidad
En los años cuarenta en Chile comienza la creación de los teatros universitarios. Esto “marcó un hito modernizador, contribuyeron al desarrollo de la creación nacional, a la profesionalización y a la institucionalización de este campo". Este proceso no estuvo exento de problemas. Dentro de estos podemos identificar lo siguiente: 
“El surgimiento del problema del paternalismo en la organización del teatro aficionado por  tratarse de un movimiento impulsado “al alero de”. ¿Por qué no guiar procesos de creación en los que se dé espacio y valor a las propias inquietudes y a las propias formas de querer hacer?" 
En la obra Los invasores, la voz académica puede verse representada en Bobby, hijo de Lucas Meyer. Es un estudiante universitario que en un momento de la historia da un discurso a “los invasores”:
“Voz de Bobby. Estudiantes con conciencia de clase. (aclamaciones). Bienvenidos a esta casa. (Aclamaciones). Dictadura del proletariado… (Aclamaciones.). Igualdad, libertad y fraternidad… (Gritos). Fraternidad, libertad e igualdad… (Gritos más secos.) Iguales en igualdad… (Gritos.) Igualdad en iguales… (Gritos.) Igualización… igualizando… igualicemos… alicemos… licemos… emos… os… sss… ss… s… (Y de pronto cae el silencio. Un largo silencio. Y luego, nuevamente, la voz ahora invierta de Bobby.) ¿Qué…, no están de acuerdo conmigo?... ¿No sienten lo mismo?... ¿Desconfían de mi?... (Luego, alterado.) ¿Qué hacen? ¡No, déjenme! ¡Suéltenme! ¡Papá! ¡Papacito!  ¡Socorro!.  (Wolff, p. 28).
Luego de esto lo devuelven con letras encima que dicen: Palabras. Con esto, se hace referencia a la actitud de Bobby: este personaje es solo palabras, no hechos. Como este personaje es una voz académica dentro de la obra, se puede decir con respecto a las universidades que “no  pueden  ser  claustros  cerrados,  sino  organismos  vivos  que,  en contacto con la realidad nacional, dirijan la opinión pública en cada uno de los problemas que nos interesan”.

## Vínculos con otras obras

### Relación entreLos Invasores (1963)yNoche Mapuche(2017)
En este apartado, se establece una relación entre las obras Los Invasores (1963) de Egon Wolff y Noche Mapuche (2017) de Marcelo Leonart a través de dos ejes principales de análisis; el carácter onírico que presentan ambas obras y la importancia del concepto de ‘invasión’ en cada una de ellas.

#### Noche Mapuche(2017)
De acuerdo con la página del GAM, esta obra fue estrenada el 2017 en el teatro GAM el 30 de septiembre de 2017 y trata sobre dos parejas de supuestos amigos que comentan un recuerdo sexual de la dueña de casa en el que se relacionaba con un trabajador mapuche del campo de su infancia, quien termina por ser el único vínculo entre ambas parejas, finalmente desconocidos. Este relato se violenta y logra desmarcarse del ambiente de ‘fiesta’ en el que se encontraban, así se desdibujan los límites establecidos entre espacio y tiempo al interior de la obra. 

#### Carácter onírico de ambas obras
El final de Los Invasores (1963) deja ciertos cabos sueltos ya que “la fluctuación entre lo onírico y lo convencionalmente aceptado como realidad, afirman el punto de vista fluctuante entre el escenario real y la conciencia de Meyer”, sin embargo, durante la escena final este sueño comienza a volverse realidad, por lo que se puede considerar que la representación tiene ciertos tintes de ‘premonición’ que se ven entremezclados con el sueño vívido de un personaje atormentado por el miedo a perder su posición acomodada. 
En Noche Mapuche (2017), existen varios relatos que se entrelazan a través de la existencia del mapuche que protagoniza la historia contada por María Trinidad, todos ellos tienen una cosa en común: son representados en el delirio de un sueño, donde los diferentes personajes van narrando sueños y premoniciones como experiencias propias hasta tal punto que finalmente termina por cubrir toda la representación de un carácter onírico y, a la vez, premonitorio, de la misma forma que ocurre en Los Invasores (1963). 

#### Concepto de ‘invasión’
Al interior de Los Invasores (1963) la presencia del concepto de ‘invasión’ es claro desde un comienzo, por lo que no quedan dudas de que lo que se presencia es una invasión, los fines de ella y cómo se desarrolla terminan por ir descubriéndose mientras la representación avanza, sin embargo, en Noche Mapuche (2017) se presenta la invasión desde un punto mucho más confuso, donde al llegar al final de la obra se descubre que la pareja con la que conversaba María Trinidad y su primo/marido, eran desconocidos, que ocupaban esta plataforma para reivindicar una historia mucho más actual y en donde, a través de la representación, se podía apreciar cómo, de acuerdo con Jeftanovic (2017), los personajes presentaban “al invasor y el invadido adscritos en la perniciosa dialéctica del amo y el esclavo”. 